# 凯拉火山
51°39′N 157°21′E / 51.65°N 157.35°E
凯拉火山（俄语：Келля），是俄羅斯的火山，位於該國東部堪察加半島東南岸，處於熱爾托夫火山以北，海拔高度900米，該火山在全新世時期活躍。